# Magomed Mustafajewitsch Osdojew
Magomed Mustafajewitsch Osdojew (russisch Магомед Мустафаевич Оздоев; * 5. November 1992 in Grosny) ist ein russischer Fußballspieler, der als zentraler Mittelfeldspieler für PAOK Thessaloniki spielt.

## Karriere

### Verein
Nachdem er als Jugendlicher unter anderem die Akademie von Dynamo Kiew durchlaufen hatte, begann er seine Karriere als Profifußballer bei Lokomotive Moskau. Sein Debüt in der Premjer-Liga gab er am 10. Juli 2010 für Lokomotive Moskau in einem Spiel gegen Anschi Machatschkala. Nach 4 Jahren bei den Moskauern wurde Osdojew 14. Juli 2014 von Lokomotive Moskau für ein Jahr an den Ligarivalen Rubin Kasan ausgeliehen. Sein Ligadebüt für Kasan absolvierte er am 1. August 2014 bei einer 0:4-Heimniederlage gegen Spartak Moskau. Bei Kasan konnte er sich sofort als eine feste Größe des Teams etablieren. Am 13. Februar 2017 wurde er bis zum Ende der Saison 2016/17 von Rubin Kasan an den Achmat Grosny ausgeliehen. Er kehrte nach der Halbserie zu Kasan zurück.
Am 15. Februar 2018 unterzeichnete er einen Vertrag bei Zenit St. Petersburg. Er gab sein Debüt am 3. März 2018 bei einem 0:0-Unentschieden gegen Amkar Perm. Sein erstes Tor für den Verein erzielte er am 21. Februar 2019 bei einem Spiel in der Europa League gegen Fenerbahçe Istanbul, welches mit 3:1-Sieg von Zenit endete. In der Saison 2018/19 gewann er mit Zenit die russische Meisterschaft. Osdojew hatte in der dabei 16 Spiele in der Liga absolviert, davon 10 von Beginn an.
Am 28. Juli 2022 schloss sich Osdojew Fatih Karagümrük in der Türkei an.
Im Sommer 2023 wechselte er nach Griechenland zu PAOK Thessaloniki.

### Nationalmannschaft
Am 11. Mai 2012 wurde Osdojew in den vorläufigen Kader Russlands für die Europameisterschaft 2012 berufen. Es war das erste Mal, dass er in die Nationalmannschaft berufen wurde. Er wurde jedoch nicht in den endgültigen Kader für das Turnier aufgenommen. Er wurde damit der erste Ingusche, der in die russische Nationalmannschaft berufen wurde. Er debütierte am 3. September 2014 in einem Freundschaftsspiel gegen Aserbaidschan. Er erzielte sein erstes Tor am 15. November 2016 in einem Freundschaftsspiel gegen Rumänien, welches mit einem 1:0-Sieg für Russland endete. Zur Fußball-Europameisterschaft 2021 wurde er in den Kader Russlands berufen, kam aber mit diesem nicht über die Gruppenphase hinaus.

## Sonstiges
Osdojew wurde im Jahr 1992 in Grosny geboren, musste jedoch als Kind aufgrund des Ersten Tschetschenienkrieges, den das russische Militär gegen tschetschenische Separatisten führte, aus Tschetschenien flüchten. Er gehört der Volksgruppe der Inguschen an.

## Erfolge
Zenit St. Petersburg
- Russischer Meister: 2018/19, 2019/20
- Russischer Fußballpokal: 2019/20